# Baron Archibald
Baron Archibald, of Woodside in the City of Glasgow, ist ein erblicher britischer Adelstitel in der Peerage of the United Kingdom.

## Verleihung
Der Titel wurde am 12. Juli 1949 für den Labour-Politiker und Controller im Informationsministerium George Archibald geschaffen.
Dessen Sohn, der 2. Baron, verzichtete 1975 gemäß dem Peerage Act 1963 auf den Titel. Da der 2. Baron kinderlos blieb, erlosch der Titel schließlich bei dessen Tod am 27. Februar 1996.

## Liste der Barone Archibald (1949)
- George Archibald, 1. Baron Archibald (1898–1975)
- George Archibald, 2. Baron Archibald (1926–1996) (Titelverzicht 1975; Titel erloschen 1996)